# Rio Biloaia
O Rio Biloaia é um rio da Romênia afluente do Rio Valea Şturului, localizado no distrito de Maramureş.